# Kobaltblauwe vogelspin
De kobaltblauwe vogelspin (Haplopelma lividum) is een spin uit de familie vogelspinnen (Theraphosidae). De spin komt voor in Thailand en Myanmar en, zoals de meeste Zuid-Aziatische vogelspinnen, is ook deze soort redelijk agressief. De spin kan als huisdier in een terrarium worden gehouden, hetgeen meestal gebeurd door ervaren spinnenkwekers. Door het agressieve karakter van de spin wordt beginners afgeraden om een H. lividum in huis te nemen.
H. lividum kan geen brandharen strooien zoals sommigen soorten vogelspinnen dat wel kunnen en hierdoor zijn ze sneller geneigd te bijten, alhoewel deze spinnen eerder schuw zijn. Ze bouwen hun grote holen onder de grond en blijven daar gedurende de dag in, pas tegen de avond en 's nachts verlaten ze hun hol om op zoek te gaan naar een prooi, of een partner om mee te paren.